# Brittany Andrews
Brittany Andrews, née le 13 août 1973, est une danseuse exotique et actrice de films pornographiques américaine.

## Biographie
Née à Milwaukee dans le Wisconsin, Brittany s'afficha dans le Playboy de mars 2002. Sa carrière au cinéma débuta en 1997 après sa rencontre avec Jenna Jameson en Jamaïque avec le film Internal Affairs pour lequel elle fut nommée.
Brittany est une dominatrice, au point qu'elle a créé un site web "Pay Miss Brittany".
Elle apparaît dans le livre du photographe Ed Fox.

## Filmographie
- 1995 :  Out of Love
- 1995 : Unruly Slaves 2
- 1995 : Unruly Slaves
- 1995 : Boobtown
- 1995 : The Naked Truth
- 1995 : Brittany: Worship My Butt
- 1995 : Tinseltown
- 1995 : Eve's Beach Fantasy
- 1995 : Hawaii
- 1995 : Boob Cruise '95
- 1995 : Cloud 900
- 1995 : Bad Girls 5: Maximum Babes
- 1995 : Scandal
- 1995 : Fly Bi Night
- 1995 : Internal Affairs (1995/I)
- 1995 : Stardust 6
- 1996 : Femalien
- 1996 : Virtual Encounters
- 1996 : It's for You
- 1996 : Penthouse: The Art of Massage
- 1996 : Big Boob Mamathon
- 1996 : Jiggly Queens 3
- 1996 : Buzzed Beavers
- 1996 : Philmore Butts Strips Down
- 1996 : Naked by Nature
- 1996 : Philmore Butts Travels the Rocki Roads of South Florida
- 1996 : Philmore Butts Goes Hollyweird
- 1996 : Motel Matches
- 1996 : Snatch Masters 17
- 1996 : The Perfect 10's: Volume 2
- 1996 : Night Nurses
- 1996 : The Other Woman
- 1996 : Philmore Butts One Wild Ride
- 1996 : Sex Detectives
- 1996 : Golden Rod
- 1996 : Venom 2
- 1996 : Dream Girls
- 1996 : City Girl
- 1996 : Playtime
- 1997 : Makin Whoopee
- 1997 : Swinging in the Rain
- 1997 : "The Helmetcam Show" (1 Episode, 1997)
- 1997 : Brittany's Foot Tease
- 1997 : Art of Deception
- 1997 : Tabitha's Lesbian Masturbation Party
- 1997 : Dirty Bob's Xcellent Adventures 29
- 1997 : Ariana: Top to Bottom
- 1997 : Pick-Up Lines 15
- 1997 : The Fanny
- 1997 : Pantyhose Parade Vol. 1
- 1997 : Philmore Butts Looking for Lust
- 1997 : Garden Party
- 1997 : Appassionata
- 1997 : Reds
- 1997 : The Girls of Surrender Cinema
- 1997 : Ben Dover Does the Boob Cruise
- 1997 : Butt Watch Nights
- 1997 : Bite the Big Apple
- 1997 : Boob Cruise '97
- 1997 : Angel's Delight
- 1997 : South by Southeast and a Little to the Left
- 1997 : Jenna's Built for Speed
- 1997 : Intensive Care Unit
- 1997 : Philmore Butts Taking Care of Business
- 1998 : Barefoot Confidential
- 1998 : Foot Bangers Volume 2
- 1998 : Topless Room Service
- 1998 : Bondage Fantasy 5
- 1998 : Nurse Sadie
- 1998 : All Girl Massage: The Lesbian Gay Pride Series #5
- 1998 : Seduce Me
- 1998 : Foot Ladies
- 1998 : My Last Whore
- 1998 : Lingerie Kickboxer
- 1998 : Nurse Shanna
- 1998 : The Ultimate Glamour Blowjob
- 1998 : Shane's World 12: Gone Snow Boning
- 1998 : Boob Cruise '98
- 1998 : Sex Quest
- 1998 : Hotel Hideaway
- 1998 : Brittany Andrews Is Pussyfoot
- 1998 : Austin Powerless
- 1998 : Backstage Sluts
- 1998 : Shower Show
- 1998 : Deep Throat the Quest 5: Slick Willy Rides Again
- 1998 : Whack the Dog
- 1998 : Big & Busty Vixens
- 1998 : Brittany Andrews School Girl
- 1998 : Forever Night
- 1998 : Amazing Sex Talk
- 1998 : Bondage Fantasy 7
- 1998 : Boob Cruise '98 After Hours
- 1998 : Substitute Smother
- 1998 : Harem Hooters
- 1998 : Flashpoint (L'incendiaire)
- 1998 : Foot Bangers Volume 1
- 1998 : Teri Weigel: Centerfold
- 1998 : Endless Smother
- 1998 : Smother Knows Best
- 1998 : Smother Box Abduction
- 1998 : Big Boob Bounce-A-Thon
- 1998 : Smother Therapy
- 1999 : Sisters in Sin
- 1999 : Mai raifu azu: Suteeji 1 - a chikin   (voix)
- 1999 : 110 All Star Cumshots 1
- 1999 : All Legs #2
- 1999 : Revenge
- 1999 : Valentino's Sexual Reality 4: Inside L.A.
- 1999 : Lesbian Fetish Fever
- 1999 : House on Humpin' Hill
- 1999 : Foot Sucking Jamboree
- 1999 : Boob Cruise Babes Volume 4
- 1999 : Leatherbound Dykes from Hell 14
- 1999 : Exotic & Erotic
- 1999 : Gasping for Air
- 1999 : Fetish Fanatics #5: Girls Who Are Dirty Sexy Nurses
- 1999 : Melon Season
- 1999 : Pussypoppers
- 1999 : Diva X Brittany
- 2000 : The Best of 2's Company But 3's Allowed
- 2000 : Brittany Andrews Bound!
- 2000 : Brittany Andrews Secret Fetish Fantasies
- 2000 : Stroke Your Cock Watch Me Fuck
- 2000 : Wet Dreams May Cum True
- 2000 : In Your Face
- 2000 : Tight Club
- 2000 : Turn Me On
- 2000 : Feel My Sting
- 2000 : The Independent
- 2000 : Limousine Confessions
- 2000 : Wickedgirl.com
- 2000 : Foot Fuckin' Freaks 3
- 2000 : Bob's Videos 122: Dare You to Watch
- 2000 : Dominance
- 2000 : Path of Desire
- 2000 : Bob's Videos 139: Good Things Come in Paris
- 2000 : Bob's Videos 103: Soft & Sexy
- 2000 : The World's Biggest Footjob Gangbang
- 2000 : Filthy 4's Volume 22
- 2000 : Pantyhose Passions #2
- 2000 : Bob's Videos 115: What a Boob
- 2000 : Bob's Videos 105: A Private Session with Brittany
- 2000 : House of Legs 1: Leg Sex
- 2000 : Bob's Videos 141: Posing for Love and Money
- 2000 : Whispers
- 2000 : Blondes Who Blow 5
- 2000 : Filthy Fuckers #157: Eating Out with the Girls
- 2000 : Best of Amateur Foot Worship #4
- 2000 : Consenting Adults
- 2000 : Bob's Videos 114: Best Leg Show Ever
- 2000 : Cellar Dweller 3
- 2000 : Tails of Perversity 7
- 2000 : Swimming the Secretarial Pool
- 2000 : Raunch-O-Rama 185: Amateurs with Big Tits
- 2000 : Bob's Videos 135: Pleasure of Your Company
- 2000 : The Best of Juli Ashton
- 2001 : The Foot Files: Hardcore II
- 2001 : Battling Blondes
- 2001 : Teachers Pet
- 2001 : Break-In Bondage
- 2001 : Tape Bound!
- 2001 : Windows
- 2001 : "Sex Court" (1 Episode, 1999-2001)
- 2001 : Tickle Party: Volume 2
- 2001 : Big Busted Doms
- 2001 : We Go Deep 3
- 2001 : Boobs a Lot
- 2001 : Vegas or Bust   the Bride
- 2001 : Love Potion 69 #10
- 2001 : Perfect Pair
- 2001 : Fancy Footwork #02
- 2001 : Pin Ups: Hollywood Centerfolds
- 2001 : More Than a Handful 10
- 2001 : Cellar Dweller 4
- 2001 : Inmu 2
- 2001 : Naked Bodies
- 2001 : Brittany's Bitch Boyz 1
- 2001 : On the Prowl 4
- 2001 : Nikki Tyler: Extreme Close-Up
- 2002 : Real Female Orgasms 3
- 2002 : Only the Best of Couples
- 2002 : Naked Restraint
- 2002 : Hooter Heaven
- 2002 : You're My Captive Now!
- 2002 : I Dream of Jenna
- 2002 : Costumed Captives
- 2002 : Big Tops 19
- 2002 : Blond & Busted!
- 2002 : Mellon Man 7
- 2002 : Arrested Soul   (comme Miss Brittany Andrews)
- 2002 : Supermodels II
- 2002 : Exquisite Feet
- 2002 : Breast Friends 2
- 2002 : Up Close & Personal: Ashlyn Gere
- 2002 : Only the Best of: Brittany Andrews
- 2003 : Prowling for Sex
- 2003 : Full O' Spunk
- 2003 : Music to Fuck to: Once, Twice, Three Times a Labia
- 2003 : Girls Who C*m Hard
- 2003 : Worlds Biggest Tits Contest
- 2003 : Brittany Speared
- 2003 : Red, White & Blonde
- 2003 : Adult Stars at Home 3
- 2003 : Giant Jugs
- 2003 : Young Nikki Tyler
- 2003 : The Fans Have Spoken 2
- 2003 : Dom N Dommer
- 2003 : Metropolis
- 2003 : Thumpin Melons
- 2003 : Erosity
- 2004 : World of Perversions
- 2004 : Deviant Divas
- 2004 : Brittany's Bitch Boyz 2
- 2004 : Lusty Busty Blondes
- 2004 : DC Debauchery 2
- 2004 : Patient, Patients, Patients
- 2004 : Dirty Sweet Cherries
- 2004 : Dairy Made
- 2004 : Valley Cats
- 2004 : Head Nurse
- 2004 : Prettiest Bikini I Ever Came Across
- 2004 : Nasty As I Wanna Be: Nikki Tyler
- 2004 : Tits Ahoy (2004/I)
- 2004 : Lesbians in Lust
- 2005 : Leg Sex Collection
- 2005 : ATV 1: Party Like a Porn Star
- 2005 : Jenna's Tough Love
- 2005 : Mail Order Brides
- 2005 : Call Girl Wives  (TV) (comme Miss Brittany Andrews)
- 2005 : Blow
- 2005 : The World of Sexual Variations 2
- 2005 : Jenna's Star Power
- 2006 : Real Hardcore Swingers 5
- 2006 : The Naughty Girls Next Door
- 2006 : Lost in Tits and Ass
- 2006 : Nobody Breathes Forever
- 2006 : Suck 'em Fuck 'em Squeeze 'em Tease 'em 5
- 2006 : Strap Attack 4
- 2006 : Bondage Babes
- 2006 : Hole Sweet Hole
- 2006 : Lick Me! Stick Me! 2
- 2006 : Jenna Depraved
- 2006 : What Happens Between My Tits Stays Between My Tits
- 2006 : Cuntrol
- 2007 : The Erotic Adventures of Nikki Nine
- 2007 : Seymore Butts: Rump Rider
- 2007 : Cheating Housewives 4
- 2008 : M.I.L.F. Cruiser 14
- 2008 : Girls Playing with Girls
- 2009 : Vintage Leg Sex
- (à compléter)
- 2019 : Slutty Anal MILFs

## Récompenses
- 2008 AVN Hall of Fame